# Prix du film Mainichi
Les prix du film Mainichi (毎日映画コンクール, Mainichi eiga konkūru) sont un ensemble de prix décernés par le journal Mainichi Shinbun, en coopération avec le Sports Nippon. Il s'agit du premier festival de cinéma du Japon.
Les origines du concours remontent à 1935, lorsque le Mainichi Shinbun organise un festival alors nommé Zen Nihon eiga konkūru (全日本映画コンクール). Interrompu pendant la guerre, la forme actuelle des prix du film Mainichi nait officiellement en 1946.

## Historique
Les origines du concours remontent à 1935, lorsque le Mainichi Shinbun organisa un festival alors appelé Zen Nihon eiga konkūru (全日本映画コンク ー ル?). Il a été interrompu pendant la Seconde Guerre mondiale. La forme actuelle des Mainichi Film Awards a officiellement vu le jour en 1946.
La cérémonie étant tôt dans l'année, en février, le prix concerne des œuvres de l'année précédente. En dehors du prix du choix des lecteurs, tous les prix sont décernés par des critiques.

## Catégories de récompense
Le « prix Noburō Ōfuji », créé en 1961, se focalise sur les œuvres d'animateurs en quête de reconnaissance. Il est censé récompenser un « mérite technique et artistique ». Il est nommé d'après Noburō Ōfuji, pionnier de l'animation, récompensé dans les années 1950. Avec la montée des grands studios d'animation fin du XXe siècle, ce prix s'oriente vers la récompense des courts ou moyens métrages, ainsi que des œuvres à budget modéré.
Le « grand prix de l'animation » s'intéresse quant à lui aux œuvres à grand budget depuis 1989. Cette distinction est apparue face à la montée des budgets, pour ne pas faire disparaître l'animation indépendante, souvent plus audacieuse.
Le « prix Kinuyo Tanaka », du nom de la comédienne et première réalisatrice japonaise Kinuyo Tanaka, récompense la carrière d'une actrice chaque année depuis 1985.
Le « prix du choix du lecteur » est décerné par les lecteurs du Mainichi Shinbun depuis 1976, à un film japonais et un film étranger.
Le « grand prix Sponichi du nouveau talent » est décerné depuis 1983.
Le « prix spécial » est une récompense non catégorisée.
Il existe de nombreux autres prix plus conventionnels : 
- Meilleur film
- Meilleur film étranger (Best Foreign Film)
- Meilleur film en langue étrangère (Best Foreign Language Film)
- Film étranger le plus populaire (Most Popular Foreign Film)
- Meilleur réalisateur
- Meilleur acteur
- Meilleure actrice
- Meilleur second rôle masculin et féminin
- Meilleur scénariste
- Meilleure photographie
- Meilleure direction artistique
- Meilleure bande son

## Palmarès 1997

### Meilleur film en langue étrangère
- Independence Day – Roland Emmerich •  États-Unis

## Palmarès 1998

### Meilleur film en langue étrangère
- Men in Black – Barry Sonnenfeld •  États-Unis

## Palmarès 2007

### Film étranger le plus populaire
- Pirates des Caraïbes : Le Secret du coffre maudit (Pirates of the Caribbean : Dead Man's Chest) •  États-Unis

## Palmarès 2008

### Meilleur film étranger
- Pirates des Caraïbes : Jusqu'au bout du monde (Pirates of the Caribbean: At World's End) •  États-Unis